# Daniel C. Verplanck
Daniel Crommelin Verplanck (* 19. März 1762 in New York City; † 29. März 1834 nahe Fishkill, Dutchess County, New York) war ein US-amerikanischer Politiker. 
Er wurde von Hauslehrern unterrichtet und graduierte dann 1788 am Columbia College (später Columbia University) in New York City. Verplanck studierte Jura, bekam seine Zulassung als Anwalt und begann 1789 in New York City zu praktizieren. Ferner engagierte er sich im Bankwesen.
Verplanck wurde als Democratic-Republican in den 8. US-Kongress gewählt, um dort die freie Stelle zu füllen, die durch den Tod von Isaac Bloom entstand. Er wurde in den 9. und den 10. US-Kongress wiedergewählt, wo er vom 17. Oktober 1803 bis zum 3. März 1809 tätig war. Verplanck entschied sich 1808 nicht für eine Wiederwahl anzutreten und kehrte zu seiner Anwaltstätigkeit zurück. Dann bekleidete er zwischen 1828 und 1830 das Amt eines Richters am Court of Common Pleas von Dutchess County. Er starb 1834 in seinem Haus, "Mount Gulian", nahe Fishkill und wurde auf dem Trinity Church Cemetery in Fishkill beigesetzt.
Daniel Verplanck's Sohn, Gulian Crommelin Verplanck, war auch ein Kongressabgeordneter aus New York.